# Patrice O’Neal
Patrice Lumumba Malcolm O’Neal (Boston, 7 de diciembre de 1969-Jersey City, 28 de noviembre de 2011) fue un comediante, locutor de radio y actor estadounidense.

## Biografía
O’Neal comenzó su carrera como comediante en su Boston natal ante un micrófono abierto en un bar de la ciudad en octubre de 1992. A finales de los años noventa se trasladó a Nueva York, donde se convirtió en un habitual de la Comedy Cellar antes de trasladarse a Los Ángeles, con la esperanza de encontrar una mayor fama. Limitado a papeles como invitado en la televisión y pequeños papeles de televisión, O’Neal habló públicamente de sus frustraciones profesionales de aquella época y la forma en que hicieron mella en él: «Te digo que si yo hubiera tenido en mi poder un arma por aquel entonces me habría disparado a mí mismo».
Frustrado por su falta de éxito en Los Ángeles, O’Neal se trasladó al Reino Unido para trabajar como comediante en este país. Se esforzó mucho y trabajó muy duro para ganarse el respeto del público y unos meses después se convirtió en un fijo en los clubes del Reino Unido. Volvió a Nueva York en 2002, cuando recibió una oferta para hacer su primer especial de media hora para la cadena Showtime. Al año siguiente grabó un especial para Comedy Central Presents. También fue en este momento cuando se convirtió en un personaje habitual en Tough Crowd with Colin Quinn.
O’Neal tuvo muchas apariciones como invitado en la televisión. Su primera aparición en televisión fue en The Apollo Comedy Hour, donde interpretó su papel de Malcolm XXL. A partir de ese momento hizo más apariciones en Showtime at the Apollo, FNight Videos y un breve paso como guionista en la WWE. Apareció en papeles como actor invitado en MTV Apt 2F, Assy McGee, Ed, Z Rock, Yes Dear, Arrested Development, Chappelle Show y The Office. O’Neal fue un habitual en la serie de la Fox El Jurado y protagonizó la comedia de animación del programa central Shorties Watching Shorties junto con Nick DiPaolo. Proporcionó la voz de Harold Jenkins en el programa de animación de Noggin O'Grady High y se presentó como Jesús en el Searchlight de Denis Leary. En 2005, Patrice filmó un especial de media hora One Night Stand para HBO, y poco después se convirtió en el primer anfitrión de la serie Web Junk 20. O’Neal dejó la serie después de dos temporadas, expresando la preocupación de que la audiencia del programa fuera muy diferente a la suya. En 2006 y 2007 se unió a Opie and Anthony's Traveling Virus Comedy Tour, realizando grandes actuaciones por todo el país.
Desde su regreso a Nueva York en 2002, O’Neal se convirtió en una reconocida personalidad de la radio como invitado regular y ocasional coanfitrión del programa Opie and Anthony. Junto con Bill Burr y Robery Kelly, participó como coanfitrión para el comediante Jim Norton mientras filmaba Lucky Louie. O’Neal también se convirtió en el único invitado no miembro del elenco del show de Dante Nero en noviembre de 2008. El show se emitió con regularidad hasta su suspensión junto con otros programas que se emitían los sábados por la noche debido a problemas de presupuesto. O’Neal también apareció como invitado en programas de radio como Alex Jones y The Howard Stern Show y realizó numerosas apariciones en talk shows políticos en el canal de noticias de la Fox.
Viviendo en Nueva York actuó en clubes de comedia de la zona y fue cabeza de cartel en el Comix Comedy Club y en el Caroline. En febrero de 2011, Comedy Central emitió su especial de una hora de duración Elephant in the Room.
O’Neal inició una serie de programas emitidos vía Internet llamados El Show de Patrice O’Neal - Coming Soon! que mostró varios episodios el 15 de mayo de 2007. Lo llevó a cabo con un grupo de cinco personas -Bryan Kennedy, Nero Dante, Brown Vondecarlo, Stanton Harris y Wil-Sylvince- actuando en varios escenarios ficticios. El show fue producido por For your imagination y se puede encontrar en el sitio web de O’Neal. Actuó como invitado en otro show producido por For your imagination, llamado Break a Leg, en el que interpretó a un Gary Coleman de tamaño adulto. Además, O’Neal proporcionó la voz al personaje de Jeffron James en el juego Grand Theft Auto IV. También participó como actor invitado en varias películas.
El 19 de octubre de 2011 Patrice O’Neal, enfermo de diabetes, sufrió un grave derrame cerebral, hecho que fue anunciado una semana después (el 26 de octubre). Finalmente falleció el 28 de noviembre de 2011 a los 41 años de edad a consecuencia del derrame sufrido el mes anterior.

## Filmografía

### Cine
- 2002: 25th Hour
- 2003: Head of State
- 2003: In the Cut
- 2006: Scary Movie 4
- 2010: Furry Vengeance